# 诺罗敦·占达朗赛
诺罗敦·占达朗赛（1926年—？），柬埔寨王室成员、军事人物、民族主义者。
占达朗赛出生于诺罗敦王室，他是国王诺罗敦的孙子，也是诺罗敦·苏拉玛里特的堂弟。二战期间，日本占领柬埔寨。山玉成在日本支持下组建反法的军事组织。占达朗赛加入这一组织。战后，占达朗赛流亡泰国，成为最大非共产派系“高棉伊萨拉”最著名的领袖之一，领导磅士卑省和磅同省的抵抗运动。1949年，加入高棉民族解放委员会，担任最高司令。自1951年起他宣誓加入山玉成的军队，但他割据暹粒，俨然一方军阀。
波尔布特（原名沙洛特·萨）的哥哥沙洛特·蔡曾建议波尔布特加入占达朗赛的麾下。但波尔布特严词拒绝，认为占达朗赛是封建者，他的部队与匪徒无异。共产主义者曾一度想要用占达朗赛来取代西哈努克出任国王。
虽然他曾与西哈努克构成竞争关系，但在柬埔寨独立之后，占达朗赛与西哈努克政权保持一致。但后来他被发现与高棉伊萨拉的前成员密谋发动推翻西哈努克的政变，西哈努克剥夺了他的军衔和王室头衔。在三年的监禁中，他通过写浪漫小说来排解时光。获释后他成为一名商人，因经营国营赌场而获得巨富。
1970年政变之后，他被朗诺任命为高棉国家军队第13旅（又称“老虎旅”）的指挥官，获得准将军衔，成为磅士卑省省长。1975年4月17日，红色高棉占领金边，占达朗赛带领2000人撤退到了山中继续抵抗，此后失踪。有传闻称他的妻子被红色高棉擒获，为了营救妻子，他在1975年末前往马德望省，被红色高棉杀死。然而，1976年逃离柬埔寨的人传闻称他仍在豆蔻山脉的山中抵抗。另有报导称他于1976年在象山山脉的战斗中被杀。